# Jan Gajoch
Jan Gajoch (1900-1968) – działacz ruchu ludowego, współorganizator Batalionów Chłopskich w Małopolsce, należał do kierowniczej trójki politycznej Ruchu Oporu Chłopskiego „Roch”.

## Życiorys
Jan Gajoch urodził się 16 października 1900 r. w Pleszowie, w rodzinie chłopskiej o tradycjach ludowych i patriotycznych, z rodziców Walentego i Katarzyny z domu Buczek. W 1937 r. ożenił się z Zofią Tynorówną z Czyżyn z którą miał dwie córki Marię i Zofię; podstawą utrzymania dla tej rodziny było 13 hektarowe gospodarstwo rolne.
Po wywłaszczeniu pod budowę Kombinatu Huty im. Lenina prawie całego gospodarstwa pracował na utrzymanie rodziny jako wozak na terenie budowy Kombinatu. W 1964 r. przebył udar mózgowy, zachorował na serce i do zdrowia już nigdy nie powrócił co było powodem zaprzestania działalności społecznej. Wywłaszczono resztę jego ziemi i wyburzono dom pod budowę Huty.
Zmarł 17 listopada 1968 roku.
Został pochowany na cmentarzu parafialnym w Pleszowie żegnany przez licznie zebranych: rodzinę, przyjaciół i delegacje chłopów.
Stanisław Mierzwa tak zakończył swoją myśl nad grobem kolegi Jana: „Jaśku spełniłeś dobrze swoje obowiązki wobec Ojczyzny i wobec polskich chłopów. Do ostatniej chwili stałeś na swoim stanowisku broniąc i uprawiając umiłowaną ziemię. Niech Ci Ona lekką będzie”.
Został odznaczony Krzyżem Zasługi z Mieczami, Medalem Zwycięstwa i Wolności 1945, Odznaką Grunwaldzką, a pośmiertnie Krzyżem Batalionów Chłopskich. Jego imieniem nazwano w 1989 r. jedną z ulic Nowej Huty.

## Przedwojenna działalność polityczna
Od młodości angażował się w pracę społeczno-polityczną, działając aktywnie w Kole Młodzieży Wiejskiej „Wici” w Pleszowie a w latach 1933–1939 był prezesem Powiatowego a następnie Wojewódzkiego Zarządu „Wici” w Krakowie. W latach 1935–1939 pełnił funkcje prezesa zarządu powiatowego Stronnictwa Ludowego w Krakowie. Razem w kolegami organizował strajki chłopskie, brał czynny udział w demonstracjach antyrządowych za co był trzykrotnie przez władze sanacyjne aresztowany w 1933, 1936 i 1937 roku.

## Działalność polityczna w czasie okupacji
Nie zaprzestał swojej działalności po wkroczeniu Niemców. Od 1940 r. powierzono mu kierownictwo trójki politycznej Ruchu Oporu Chłopskiego „Roch” oraz organizowanie pracy konspiracyjnej w powiecie krakowskim. Był współorganizatorem Batalionów Chłopskich; działał pod pseudonimem „Krzemień”. Od 1943 r. był członkiem komitetu redakcyjnego, wydawanego w Mogile tygodnika społeczno-politycznego ZIEMIA.

## Powojenna działalność polityczna
W związku z działalnością konspiracyjną już 3.02.1945 r. aresztowało go NKWD i po wielokrotnych przesłuchaniach został dołączony do transportu, który miał być skierowany na Sybir. Po usilnych staraniach kolegów z Okręgowego Zarządu SL został zwolniony w czerwcu 1945 r. Po zwolnieniu został wybrany na prezesa powiatowego zarządu Polskiego Stronnictwa Ludowego – PSL. 2 listopada 1945 r.w czasie uroczystości pogrzebowej prezesa i przywódcy ruchu ludowego Wincentego Witosa, żegnał go w imieniu chłopów z podkrakowskich wsi.
Przed wyborami w 1947 r. został aresztowany i na wniosek Wojewódzkiego Urzędu Bezpieczeństwa w Krakowie skreślony z listy kandydatów do sejmu. W marcu tego roku ponownie zatrzymany wraz z trzydziestoma gminnymi i gromadzkimi prezesami PSL, a w sierpniu zatrzymany na rozkaz Józefa Światły w związku z podejrzeniem o współpracę z sądzonymi członkami WIN i PSL, a w listopadzie aresztowany za działalność antypaństwową. Po wyjściu z więzienia został wiceprezesem Zarządu Wojewódzkiego PSL, co nie chroniło go od dalszych aresztowań w lutym, maju 1950 r. i w sierpniu 1952 r. W 1953 r. przebywał w więzieniu w Tarnowie skąd został przewieziony do obozu pracy w kopalni węgla Jawiszowice gdzie spędził pół roku.
W 1957 r. był członkiem Zarządu Głównego Chłopskiego Towarzystwa Oświaty i Kultury.